# 2008年の日本競馬
2008年の日本競馬（2008ねんのにほんけいば）では、2008年（平成20年）の日本競馬界についてまとめる。
2007年の日本競馬 - 2008年の日本競馬 - 2009年の日本競馬

## できごと

### 1月
- 11日 - 2007年12月、帯広競馬で競走馬2頭から禁止薬物の「カフェイン」が検出された問題で、競馬を主催する帯広市はこの日、管理調教師の平田義弘に賞典停止50日間と馬房数2減、梨本照夫に同40日間と馬房数2減の処分をそれぞれ科した[1]。
- 20日 - 中山競馬第3競走で競走馬1頭が発馬機内で膠着し、そのまま競走中止になるハプニング。馬は1月21日から裁定委員会の議定があるまで出走停止の措置。
- 22日 - 地方競馬全国協会は2009年のJBCクラシック及びJBCスプリントを名古屋競馬場で開催すると発表。名古屋での開催は2005年に続き2回目[2]。
- 25日 - 1月8日に行われた船橋競馬第2競走で、1位に入線した4歳牡馬（舘保昌厩舎）から禁止薬物の「プロカイン」の陽性反応。これを受け千葉県競馬組合は同馬を失格にすると同時に、競馬法違反の疑いがあるとして千葉県警船橋署に通報[3]。
- 27日 - 京都競馬第12競走で、藤田伸二（栗東）がJRA史上16人目（現役騎手8人目）となる通算1万1000回騎乗を達成[4]。

### 2月
- 3日
  - 東京競馬は降雪の影響により開催中止。代替競馬は4日に出馬投票をやり直さずに実施[5]。
  - 京都競馬も降雪の影響により電話投票による早朝発売及び第4競走に組まれていた障害競走の中止、発走時刻の繰り下げ、一部競走について芝コースからダートコースへの変更を実施。
- 9日 - 京都競馬は降雪により「公正な競馬の開催が確保できない」として第3競走以降を取りやめ。続行競馬は11日に出馬投票をやり直した上実施。電話投票による早朝発売も中止[6] 。
- 10日 - 東京競馬は前日からの降雪で「安全な競馬の開催に重大な支障がある」と判断されたため開催中止。代替競馬は11日に出馬投票をやり直さずに実施[7] 。
- 14日 - JRAの2008年度の新規騎手及び調教師試験の合格者を発表。騎手は5人で、競馬学校を卒業する3人に加え、大井所属の内田博幸、高知所属の鷹野宏史が合格。調教師は7人で、現役騎手の須貝尚介、元騎手だった村山明もこの中に含まれている。それぞれ3月1日付での免許交付[8]。
- 17日
  - 東京競馬第3競走で、小島太一（美浦）が調整ルームで寝過ごし、所定の計量時間に間に合わず騎手変更。小島は「騎手としての注意義務を怠った」として開催日2日間の騎乗停止処分[9]。
  - ばんえい競馬に出走予定だった同じ厩舎の競走馬7頭が許可されていない飼料添加物を使用したとして競走除外。帯広市は当面7頭の出走を停止させ、関係者の処分を行う方針[10]。
- 18日 - 競馬専門紙である『ホースニュース・馬』が売上げ低迷による経営環境の悪化を理由に19日付の南関東公営競馬版を最後に休刊（事実上の廃刊）。
- 24日 - 京都競馬は降雪の影響により、電話投票による早朝発売及び第4競走に組まれていた障害競走の中止、第1競走から第3競走までの発走時間繰り下げ、芝コースで行われる競走をすべてダートコースに変更し、一部レースについては距離も変更して実施。

### 3月
- 4日 - アドマイヤキッス（JRA）が腸捻転などのため栗東トレーニングセンター（以下栗東トレセンと表記）で急死。2月27日に骨折のために手術を受けたが容態が急変。予後不良として安楽死の措置が取られたもの。
- 9日
  - サンアディユ（JRA）が急性心不全のため栗東トレセンで死亡。
  - 中京競馬第9競走で、1着から4番人気→16番人気→13番人気の順で入線。三連単式の配当が中京競馬史上最高となる756万6630円を記録[11]。
- 15日 - 中山競馬第1競走で、横山典弘（美浦）がJRA史上7人目（現役騎手4人目）となる通算1万3000回騎乗を達成[12]。
- 16日
  - 中山競馬第8競走で5頭が落馬するアクシデント。第4コーナー手前でコールトゥーアーミーが馬体に故障を発生し転倒したのをきっかけに、直後にいた4頭が転倒、接触し落馬したもの。鞍上の田中勝春、江田照男（いずれも美浦）は大事を取って第9競走以降の騎乗を取りやめ騎手変更[13] 。
  - 中山競馬第12競走で、1着から13番人気→16番人気→11番人気の順で入線。馬番複勝式が36万4410円、馬番単勝式が65万5240円、三連単式が641万6270円を記録する大波乱[14]。
- 27日 - 中山グランドジャンプ（4月16日）で4連覇を目指していた豪州所属のカラジが中山競馬場での調教中に屈腱炎を発症したため、同競走及びペガサスジャンプステークス（3月29日）への出走を回避しそのまま引退[15]。
- 29日 - 3月19日に行われた浦和競馬に出走し2位入線した5歳牡馬から禁止薬物の「カフェイン」が検出されたことがわかり、埼玉県浦和競馬組合は同馬を失格、30日間の出走停止にすると同時に競馬法違反の疑いで埼玉県警浦和署に通報[16]。

### 4月
- 1日 - 帯広競馬場に隣接する公園に馬ふんや人参を不法に投棄したとして、帯広市は調教師2人と厩務員2人の合わせて4人を戒告及び賞典停止15日 - 20日間の処分。調査に対しある調教師は「家庭菜園の堆肥に使いたいと頼まれたため数回公園に置いた」と釈明。
- 13日 - 第68回桜花賞で、1着から12番人気→15番人気→5番人気の順に入線し、三連単式の配当が700万2920円となり、2007年のNHKマイルカップ（973万9870円）に次ぐ重賞競走高額配当[17]。鞍上の小牧太（栗東）は中央移籍後初のGI勝利[18]。
- 16日 - 4月7日に行われた盛岡競馬で1着となった5歳牝馬の尿から禁止薬物の「クレンブテロール」（気管支拡張剤）が検出されたことが分かり、岩手県競馬組合は同馬を失格、出走停止30日の処分を行うと同時に競馬法違反で岩手県警に通報[19]。

### 5月
- 7日 - 1月8日の船橋競馬で1位入線馬から禁止薬物の「プロカイン」が検出された事件で、千葉県警は管理調教師の舘保昌を競馬法違反で逮捕。舘は「身に覚えがない」と容疑を否認[20]（その後起訴猶予処分となり保釈[21]）。→1月25日の出来事参照
- 10日 - 京都競馬第3競走で、騎手の武豊（栗東）が史上初となる京都競馬場での通算1000勝を達成[22]。
- 18日 - 5月7日のホッカイドウ競馬札幌開催第11競走で2着に入線した3歳牡馬（黒川武厩舎）から禁止薬物の「フェニルピラゾロン誘導体」が検出され、北海道競馬事務所は同馬を失格及び賞金返還、30日間の出走停止処分にすると同時に競馬法違反の疑いがあるとして北海道警札幌中央署に通報[23]。
- 25日 - 第69回優駿牝馬（オークス）でトールポピー（JRA）が1着となったが、その際最後の直線走路で内側に斜行したとして鞍上の池添謙一（栗東）は開催日2日間の騎乗停止処分[24]。ただし走行妨害には至らないとして着順の変更はなし。

### 6月
- 1日 - 第75回東京優駿（日本ダービー）で、騎手の四位洋文（栗東）が連覇。同競走を連覇したのは武豊に次いで史上二人目で[25]、牡馬・牝馬の両方で東京優駿を制覇したのは史上初。
- 9日 - JRAは6月21日から開幕する夏季競馬で施行される新馬戦競走について、『メイクデビュー』という愛称を付けることを発表。開催される競馬場の名称と併せて『メイクデビュー函館』『メイクデビュー阪神』の名で呼称する[26]。
- 15日 - 第25回エプソムカップ（GIII）で横山典弘が史上5人目、現役では武豊に次いで2人目の重賞100勝を達成[27]。
- 17日 - 姫路競馬第1競走でエリザベスクィーン（兵庫）が2着に敗れ、デビューからの連敗が162となり、ハクホークインを抜き中央・地方合わせての最多連敗記録を更新[28]。
- 18日 - 第44回関東オークス（交流GII）で、ユキチャン（JRA）が後続に6馬身の差をつけて優勝し、白毛馬で史上初となる重賞制覇を達成[29]。
- 23日 - 午前0時40分頃、船橋競馬場の敷地内にある山浦武厩舎から火災が発生。厩舎建物を全焼し、競走馬など9頭が焼死[30]。
- 30日
  - JRAは大阪市内で行った定例記者会見で、7月19日から9月7日まで現在後半4レース限定となっている三連単をウインズ京都・ウインズ梅田を除く各競馬場・ウインズで全レース発売すると発表[31]。今後の展開次第でそれ以降の継続も示唆。
  - 岩手県競馬組合も7月12日の第4回盛岡競馬から三連単を全レースで発売すると発表[32]。

### 7月
- 5日
  - 阪神競馬第2競走で、コアレスベクター（JRA）が競走中に急性心不全を発症し間もなく死亡[33]。
  - 6月27日に行われた大井競馬第8競走で、1位入線の4歳牡馬（蛯名末五郎厩舎）から禁止薬物の「プロカイン」を検出。特別区競馬組合は馬を失格処分にすると共に、競馬法違反で警視庁大井署に通報。なおこの馬は1月に船橋競馬で陽性反応を示した馬と同一で、その後大井に移籍していた[21]。→1月25日及び5月7日の出来事参照
- 26日
  - 新潟競馬第3競走で、中舘英二（美浦）がJRA史上5人目（現役騎手3人目）となる通算1万4000回騎乗を達成[34]。
  - 小倉競馬第6競走で、1着から9番人気→3番人気→18番人気の順で入線し、三連単の配当が小倉競馬史上最高（JRA全体で史上9位）となる546万8930円を記録[35]。
  - 一方新潟競馬第8競走では三連単の配当が330円と同式におけるJRA史上最低払戻金を更新[36]。
- 28日 - JRAは、中京競馬場の施設改修工事を2010年4月から2012年1月まで実施することを発表[37]。
- 29日 - 園田競馬第8競走でエリザベスクィーン（兵庫）が1着となり、中央・地方合わせての最多連敗記録を165で止めた[38]。→6月17日の出来事参照

### 8月
- 1日 - 1月に管理馬から禁止薬物が検出され競馬法違反で逮捕、その後起訴猶予処分となった元調教師の舘保昌について、千葉県競馬組合は8月1日から2年間の競馬関与停止処分を課した[39]。→1月25日・5月7日・7月5日の出来事参照
- 6日 - 元JRA調教師の浅見国一が、中央競馬の馬主登録審査に合格していたことが判明。JRAの元調教師が中央競馬の馬主になるのは史上初[40]。
- 24日 - 今年デビューした三浦皇成（美浦）が、札幌競馬第2競走で1着となり、1987年の武豊を抜き新人騎手最速記録となる通算50勝目を達成[41]。
- 26日 - 浦和競馬第5競走で、三連単の配当が浦和競馬史上最高（地方競馬全体でも史上9位）となる699万4230円を記録[42]。

### 9月
- 1日 - JRAは9月7日まで実施の「JRAサマーステージ」限定で行っている三連単の全レース発売を9月13日以降も継続すると発表。ただしウインズ京都・ウインズ梅田については阪神・京都開催分のみの発売（一部例外あり）[43]。
- 6日 - 新潟競馬第7競走で、最低18番人気の馬が3着に入線し、同馬の複勝式の配当が新潟競馬史上最高となる8990円を記録[44]。
- 7日 - 小倉競馬第3競走で、1着から12番人気→13番人気→3番人気の順で入線し、三連単式の配当が小倉競馬史上最高（JRA全体でも3位）となる1092万9500円を記録[45]。→7月26日の出来事参照
- 21日 - 中山競馬第11競走（第62回セントライト記念）の第1コーナーで、リノーンリーズンが疾病を急に発生して転倒し、鞍上の吉田隼人（美浦）が落馬。そのあおりを受けてフジヤマラムセスもバランスを崩し、鞍上の柴山雄一（美浦）も落馬するアクシデント。リノーンリーズンは心不全のため死亡、吉田隼も脳しんとうと打撲傷を負った（柴山は異常なし）[46]。
- 28日 - 阪神競馬第3競走で、騎手の福永祐一（栗東）がJRA通算984勝を達成し、実父の福永洋一の通算勝利数を超えた。祐一はその後行われた第8競走でも勝利。通算985勝とした[47]。

### 10月
- 5日 - 第87回凱旋門賞で、日本から参戦した武豊騎乗のメイショウサムソンは10着に敗れる。優勝はクリストフ・スミヨン騎乗のザルカヴァ。
- 16日 - 北海道旭川市の旭川競馬場が、この日行われたホッカイドウ競馬ナイター開催最終日をもって80年の歴史に幕。施設は2009年にも取り壊される。2009年のホッカイドウ競馬は札幌と門別の2場で開催され、旭川で行われていたナイター競馬は門別で開催。
- 19日 - 第13回秋華賞で、1着から11番人気→8番人気→16番人気の順で入線し、三連単式の配当がJRAの重賞競走史上最高額（全体でも3位）となる1098万2020円を記録。三連複式の配当も重賞競走最高額（全体でも5位）となる186万9680円を記録するなど、大波乱の結果に。
- 21日 - 第137回天皇賞・春を制したアドマイヤジュピタ（JRA）が右前浅屈腱炎を発症し現役引退を発表。10月22日に競走馬登録を抹消。今後は種牡馬となる予定[48]。
- 25日 - 福島競馬第1競走で、三浦皇成が1着となり通算70勝目を達成。1987年に武豊がマークした69勝の新人最多勝利記録を21年ぶりに更新。→8月24日の出来事参照
- 26日 - 第69回菊花賞でオウケンブルースリ（JRA）が優勝。デビューから184日での優勝であり、グレード制施行以後の最短優勝日数記録を更新。
- 30日 - 第68回優駿牝馬優勝のローブデコルテ（JRA）が競走馬登録を抹消。今後は繁殖牝馬に[49]。

### 11月
- 2日 - 第138回天皇賞で武豊が1着となり、天皇賞通算勝利を11勝として同競走最多勝利数を更新。
- 4日 - ドリームパスポート（JRA）が左前浅屈腱炎を発症。「回復に時間がかかる」として現役引退。今後は乗馬となる予定[50]。
- 5日 - チャクラ（JRA）が現役引退。今後は種牡馬となる予定[51]。
- 9日 - 東京競馬全レース終了後に騎手OB8名による「第2回ジョッキーマスターズ」が行われ、現調教師の河内洋が連覇。
- 13日 
  - ヤマニンアラバスタ（JRA）が現役引退。今後は繁殖牝馬となる予定[52]。
  - 1987年エリザベス女王杯優勝馬のタレンティドガールが老衰のため、北海道新ひだか町の千代田牧場で逝去[53]。
- 18日 - JRAは2009年度の競馬開催日程並びに競馬競走番組について発表[54]。また、2009年と2010年の2年間にわたり、すべての重賞競走を国際競走として施行する対外開放路線を敷くことも決定[55]。
- 19日
  - 1995年のスプリンターズステークスなどを制したヒシアケボノ（JRA）が急病のためJRA競走馬総合研究所にて逝去[56]。
  - 2007年毎日王冠優勝馬のチョウサン（JRA）が美浦トレーニングセンターでの調教中に故障を発症。予後不良と診断されたため、安楽死措置に[57]。
- 22日
  - 東京競馬第12競走で、 1着から8番人気→14番人気→16番人気の順に入線し、三連単式の配当がJRA歴代5位、東京競馬単独でも歴代2位となる1046万500円を記録[58]。
  - 11月11日の門別競馬第7競走で7位に入線した2歳牡馬（石本孝博厩舎）から禁止薬物の「メフェナム酸」が検出され、北海道競馬事務所は同馬を失格及び30日間の出走停止、出走手当返還の処分を行うと同時に、競馬法違反で北海道警に通報[59]。
- 23日 - 京都競馬第5競走で、セイウンアレースがレース中に故障を発生し鞍上の武豊が落馬。このあおりでリベラルランスルー、サイタの二頭も相次いで落馬。これにより武豊は右尺骨骨幹部骨折の重傷を負い、当日のマイルチャンピオンシップ出走のスズカフェニックスを含む以後の騎乗を取り止め、他騎手に乗り替わりに。また小原義之（栗東）は肝損傷及び肺挫傷の重傷、中村将之（栗東）も腰の打撲を負った[60]。
- 26日 - アイポッパー（JRA）が宮城県の山元トレーニングセンターでの疾病療養中に蹄葉炎を発生し、回復の見込みがないと診断されたため安楽死措置に[61]。
- 30日 - 水沢競馬第9競走の第1コーナーで、先頭を走っていた馬が故障し転倒したのをきっかけに出走した9頭のうち5頭が落馬。競走中止となるアクシデント。これにより騎手3名が頭部打撲などで病院に搬送[62]。

### 12月
- 6日 - 阪神競馬第12競走で、クリーン（JRA）が602kgで出走し1着となり、JRA史上最高馬体重勝利記録を更新。これまでの記録は2006年の東京競馬第7競走でのゲンキナシャチョウの600kg[63]。
- 16日 - サイレントディール（JRA）が高齢による体力の限界を理由として競走馬登録を抹消。翌2009年から種牡馬入り[64]。
- 18日 - 名古屋競馬第7競走で、調教師の角田輝也（愛知）が年間205勝目を記録。2年前に自ら記録した204勝を上回り、調教師年間最多勝記録を更新[65]。
- 25日 - 大井競馬第1競走（ポインセチア賞）で、1着から11番人気→5番人気→8番人気の順で入線し、三連単式の配当が地方競馬史上最高（中央競馬を含めると史上3番目）配当となる1523万6020円を記録（的中は電話投票・SPAT4による1票のみ）[66]。
- 28日 - 第53回有馬記念で、ダイワスカーレット（牝4歳）が優勝。牝馬が同競走を制したのは1971年のトウメイ以来37年ぶり4頭目。しかし、2着に最低14番人気、3着に10番人気が入線したため、三連単馬券は有馬記念史上最高配当となる98万5580円の波乱に[67]。
- 31日 - 7月に大井競馬で禁止薬物の「プロカイン」が検出された事象で、特別区競馬組合は調教師の蛯名末五郎に対し戒告と賞典停止30日間の処分を課した[68]。→7月5日の出来事参照

## 主な重賞競走の変更点
- ガーネットステークスの廃止。
- カペラステークスの新設。
- フェアリーステークスの休止（明け3歳馬のレースに変更のためこの年の開催は無し）。
- ジャパンカップダートの開催地変更。
- 中日新聞杯を父内国産馬限定競走から混合競走に変更。

## 競走成績

### 中央競馬・平地GI,JpnI
| 競走名                                 | 競走名                                 | 優勝馬             | 性齢 | 騎手                           | 調教師                         | 所属               |
| 月日                                   | 競馬場                                 | 優勝馬             | 性齢 | 馬主                           | 馬主                           | タイム             |
| -------------------------------------- | -------------------------------------- | ------------------ | ---- | ------------------------------ | ------------------------------ | ------------------ |
| 第25回フェブラリーステークス           | 第25回フェブラリーステークス           | ヴァーミリアン     | 牡6  | 武豊                           | 石坂正                         | JRA栗東            |
| 2月24日                                | 東京競馬場                             | ヴァーミリアン     | 牡6  | （有）サンデーレーシング       | （有）サンデーレーシング       | 1:35.3             |
| 第38回高松宮記念                       | 第38回高松宮記念                       | ファイングレイン   | 牡5  | 幸英明                         | 長浜博之                       | JRA栗東            |
| 3月30日                                | 中京競馬場                             | ファイングレイン   | 牡5  | （有）社台レースホース         | （有）社台レースホース         | 1:07.1             |
| 第68回桜花賞                           | 第68回桜花賞                           | レジネッタ         | 牝3  | 小牧太                         | 浅見秀一                       | JRA栗東            |
| 4月13日                                | 阪神競馬場                             | レジネッタ         | 牝3  | （有）社台レースホース         | （有）社台レースホース         | 1:34.4             |
| 第68回皐月賞                           | 第68回皐月賞                           | キャプテントゥーレ | 牡3  | 川田将雅                       | 森秀行                         | JRA栗東            |
| 4月20日                                | 中山競馬場                             | キャプテントゥーレ | 牡3  | （有）社台レースホース         | （有）社台レースホース         | 2:01.7             |
| 第137回天皇賞・春                      | 第137回天皇賞・春                      | アドマイヤジュピタ | 牡5  | 岩田康誠                       | 友道康夫                       | JRA栗東            |
| 5月4日                                 | 京都競馬場                             | アドマイヤジュピタ | 牡5  | 近藤利一                       | 近藤利一                       | 3:15.1             |
| 第13回NHKマイルカップ                  | 第13回NHKマイルカップ                  | ディープスカイ     | 牡3  | 四位洋文                       | 昆貢                           | JRA栗東            |
| 5月11日                                | 東京競馬場                             | ディープスカイ     | 牡3  | 深見敏男                       | 深見敏男                       | 1:34.2             |
| 第3回ヴィクトリアマイル                | 第3回ヴィクトリアマイル                | エイジアンウインズ | 牝4  | 藤田伸二                       | 藤原英昭                       | JRA栗東            |
| 5月18日                                | 東京競馬場                             | エイジアンウインズ | 牝4  | 太田美實                       | 太田美實                       | 1:33.7             |
| 第69回優駿牝馬（オークス）             | 第69回優駿牝馬（オークス）             | トールポピー       | 牝3  | 池添謙一                       | 角居勝彦                       | JRA栗東            |
| 5月25日                                | 東京競馬場                             | トールポピー       | 牝3  | （有）キャロットファーム       | （有）キャロットファーム       | 2:28.8             |
| 第75回東京優駿（日本ダービー）         | 第75回東京優駿（日本ダービー）         | ディープスカイ     | 牡3  | 四位洋文                       | 昆貢                           | JRA栗東            |
| 6月1日                                 | 東京競馬場                             | ディープスカイ     | 牡3  | 深見敏男                       | 深見敏男                       | 2:26.7             |
| 第58回安田記念                         | 第58回安田記念                         | ウオッカ           | 牝4  | 岩田康誠                       | 角居勝彦                       | JRA栗東            |
| 6月8日                                 | 東京競馬場                             | ウオッカ           | 牝4  | 谷水雄三                       | 谷水雄三                       | 1:32.7             |
| 第49回宝塚記念                         | 第49回宝塚記念                         | エイシンデピュティ | 牡6  | 内田博幸                       | 野元昭                         | JRA栗東            |
| 6月29日                                | 阪神競馬場                             | エイシンデピュティ | 牡6  | 平井豊光                       | 平井豊光                       | 2:15.3             |
| 第42回スプリンターズステークス         | 第42回スプリンターズステークス         | スリープレスナイト | 牝4  | 上村洋行                       | 橋口弘次郎                     | JRA栗東            |
| 10月5日                                | 中山競馬場                             | スリープレスナイト | 牝4  | （有）サンデーレーシング       | （有）サンデーレーシング       | 1:08.0             |
| 第13回秋華賞                           | 第13回秋華賞                           | ブラックエンブレム | 牝3  | 岩田康誠                       | 小島茂之                       | JRA美浦            |
| 10月19日                               | 京都競馬場                             | ブラックエンブレム | 牝3  | 田原邦男                       | 田原邦男                       | 1:58.4             |
| 第69回菊花賞                           | 第69回菊花賞                           | オウケンブルースリ | 牡3  | 内田博幸                       | 音無秀孝                       | JRA栗東            |
| 10月26日                               | 京都競馬場                             | オウケンブルースリ | 牡3  | 福井明                         | 福井明                         | 3:05.7             |
| 第138回天皇賞・秋                      | 第138回天皇賞・秋                      | ウオッカ           | 牝4  | 武豊                           | 角居勝彦                       | JRA栗東            |
| 11月2日                                | 東京競馬場                             | ウオッカ           | 牝4  | 谷水雄三                       | 谷水雄三                       | 1:57.2（レコード） |
| 第33回エリザベス女王杯                 | 第33回エリザベス女王杯                 | リトルアマポーラ   | 牝3  | クリストフ・ルメール           | 長浜博之                       | JRA栗東            |
| 11月16日                               | 京都競馬場                             | リトルアマポーラ   | 牝3  | （有）社台レースホース         | （有）社台レースホース         | 2:12.0             |
| 第25回マイルチャンピオンシップ         | 第25回マイルチャンピオンシップ         | ブルーメンブラット | 牝5  | 吉田豊                         | 石坂正                         | JRA栗東            |
| 11月23日                               | 京都競馬場                             | ブルーメンブラット | 牝5  | （有）キャロットファーム       | （有）キャロットファーム       | 1:32.6             |
| 第28回ジャパンカップ                   | 第28回ジャパンカップ                   | スクリーンヒーロー | 牡4  | ミルコ・デムーロ               | 鹿戸雄一                       | JRA美浦            |
| 11月30日                               | 東京競馬場                             | スクリーンヒーロー | 牡4  | 吉田照哉                       | 吉田照哉                       | 2:25.5             |
| 第9回ジャパンカップダート              | 第9回ジャパンカップダート              | カネヒキリ         | 牡6  | クリストフ・ルメール           | 角居勝彦                       | JRA栗東            |
| 12月7日                                | 阪神競馬場                             | カネヒキリ         | 牡6  | 金子真人ホールディングス（株） | 金子真人ホールディングス（株） | 1:49.2             |
| 第60回阪神ジュベナイルフィリーズ       | 第60回阪神ジュベナイルフィリーズ       | ブエナビスタ       | 牝2  | 安藤勝己                       | 松田博資                       | JRA栗東            |
| 12月14日                               | 阪神競馬場                             | ブエナビスタ       | 牝2  | （有）サンデーレーシング       | （有）サンデーレーシング       | 1:35.2             |
| 第60回朝日杯フューチュリティステークス | 第60回朝日杯フューチュリティステークス | セイウンワンダー   | 牡2  | 岩田康誠                       | 領家政蔵                       | JRA栗東            |
| 12月21日                               | 中山競馬場                             | セイウンワンダー   | 牡2  | 大谷高雄                       | 大谷高雄                       | 1:35.1             |
| 第53回有馬記念                         | 第53回有馬記念                         | ダイワスカーレット | 牝4  | 安藤勝己                       | 松田国英                       | JRA栗東            |
| 12月28日                               | 中山競馬場                             | ダイワスカーレット | 牝4  | 大城敬三                       | 大城敬三                       | 2:31.5             |

### ダートグレート競走（地方競馬開催分）
| 競走名                               | 競走名                               | 優勝馬             | 性齢 | 騎手                           | 調教師                         | 所属         |
| 月日                                 | 競馬場                               | 優勝馬             | 性齢 | 馬主                           | 馬主                           | タイム       |
| ------------------------------------ | ------------------------------------ | ------------------ | ---- | ------------------------------ | ------------------------------ | ------------ |
| 第57回川崎記念                       | 第57回川崎記念                       | フィールドルージュ | 牡6  | 横山典弘                       | 西園正都                       | JRA栗東      |
| 1月30日                              | 川崎競馬場                           | フィールドルージュ | 牡6  | 地田勝三                       | 地田勝三                       | 2:13.1       |
| 第20回かしわ記念                     | 第20回かしわ記念                     | ボンネビルレコード | 牡6  | 的場文男                       | 堀井雅広                       | JRA美浦      |
| 5月5日                               | 船橋競馬場                           | ボンネビルレコード | 牡6  | 塩田清                         | 塩田清                         | 1:37.6       |
| 第31回帝王賞                         | 第31回帝王賞                         | フリオーソ         | 牡4  | 戸崎圭太                       | 川島正行                       | 南関東・船橋 |
| 6月25日                              | 大井競馬場                           | フリオーソ         | 牡4  | ダーレー・ジャパン・ファーム   | ダーレー・ジャパン・ファーム   | 2:04.7       |
| 第10回ジャパンダートダービー         | 第10回ジャパンダートダービー         | サクセスブロッケン | 牡3  | 横山典弘                       | 藤原英昭                       | JRA栗東      |
| 7月9日                               | 大井競馬場                           | サクセスブロッケン | 牡3  | 高嶋哲                         | 高嶋哲                         | 2:04.5       |
| 第21回マイルチャンピオンシップ南部杯 | 第21回マイルチャンピオンシップ南部杯 | ブルーコンコルド   | 牡8  | 幸英明                         | 服部利之                       | JRA栗東      |
| 10月13日                             | 盛岡競馬場                           | ブルーコンコルド   | 牡8  | （株）ブルーマネジメント       | （株）ブルーマネジメント       | 1:37.3       |
| 第8回JBCスプリント                   | 第8回JBCスプリント                   | バンブーエール     | 牡5  | 松岡正海                       | 安達昭夫                       | JRA栗東      |
| 11月3日                              | 園田競馬場                           | バンブーエール     | 牡5  | （有）バンブー牧場             | （有）バンブー牧場             | 1:25.6       |
| 第8回JBCクラシック                   | 第8回JBCクラシック                   | ヴァーミリアン     | 牡6  | 武豊                           | 石坂正                         | JRA栗東      |
| 11月3日                              | 園田競馬場                           | ヴァーミリアン     | 牡6  | （有）サンデーレーシング       | （有）サンデーレーシング       | 1:56.7       |
| 第59回全日本2歳優駿                  | 第59回全日本2歳優駿                  | スーニ             | 牡2  | 内田博幸                       | 吉田直弘                       | JRA栗東      |
| 12月17日                             | 川崎競馬場                           | スーニ             | 牡2  | 吉田和美                       | 吉田和美                       | 1:40.5       |
| 第54回東京大賞典                     | 第54回東京大賞典                     | カネヒキリ         | 牡6  | クリストフ・ルメール           | 角居勝彦                       | JRA栗東      |
| 12月29日                             | 大井競馬場                           | カネヒキリ         | 牡6  | 金子真人ホールディングス（株） | 金子真人ホールディングス（株） | 2:04.5       |

### 中央競馬・障害（JGI）
| 競走名                     | 競走名                     | 優勝馬         | 性齢 | 騎手           | 調教師         | 所属    |
| 月日                       | 競馬場                     | 優勝馬         | 性齢 | 馬主           | 馬主           | タイム  |
| -------------------------- | -------------------------- | -------------- | ---- | -------------- | -------------- | ------- |
| 第10回中山グランドジャンプ | 第10回中山グランドジャンプ | マルカラスカル | 牡6  | 西谷誠         | 増本豊         | JRA栗東 |
| 4月19日                    | 中山競馬場                 | マルカラスカル | 牡6  | 河長産業（株） | 河長産業（株） | 4:57.7  |
| 第131回中山大障害          | 第131回中山大障害          | キングジョイ   | 牡6  | 高田潤         | 増本豊         | JRA栗東 |
| 12月27日                   | 中山競馬場                 | キングジョイ   | 牡6  | 松岡隆雄       | 松岡隆雄       | 4:45.0  |

### ばんえい
| 競走名             | 競走名             | 優勝馬       | 性齢 | 騎手     | 調教師   | タイム |
| 月日               | 競馬場             | 優勝馬       | 性齢 | 馬主     | 馬主     | タイム |
| ------------------ | ------------------ | ------------ | ---- | -------- | -------- | ------ |
| 第40回ばんえい記念 | 第40回ばんえい記念 | トモエパワー | 牡8  | 西弘美   | 松井浩文 | 5:35.8 |
| 3月23日            | 帯広競馬場         | トモエパワー | 牡8  | 酒井兼益 | 酒井兼益 | 5:35.8 |

### 騎手招待競走
- 第6回佐々木竹見カップ ジョッキーズグランプリ（川崎競馬場・1月29日）優勝：菅原勲（岩手）
- 第22回ワールドスーパージョッキーズシリーズ（阪神競馬場・12月6日、7日）優勝：イオリッツ・メンディザバル（フランス）

## 表彰

### JRA賞
2009年1月6日発表。
競走馬部門
- 年度代表馬・最優秀4歳以上牝馬：ウオッカ（栗東・角居勝彦厩舎）
- 最優秀2歳牡馬：セイウンワンダー（栗東・領家政蔵厩舎）
- 最優秀2歳牝馬：ブエナビスタ（栗東・松田博資厩舎）
- 最優秀3歳牡馬：ディープスカイ（栗東・昆貢厩舎）
- 最優秀3歳牝馬：リトルアマポーラ（栗東・長浜博之厩舎）
- 最優秀4歳以上牡馬：スクリーンヒーロー（美浦・鹿戸雄一厩舎）
- 最優秀短距離馬：スリープレスナイト（栗東・橋口弘次郎厩舎）
- 最優秀ダートホース：カネヒキリ（栗東・角居勝彦厩舎）
- 最優秀障害馬：キングジョイ（栗東・増本豊厩舎）

調教師・騎手部門
- 最多勝利調教師・優秀技術調教師：池江泰寿（栗東）
- 最高勝率調教師：藤原英昭（栗東）
- 最多賞金獲得調教師：角居勝彦（栗東）
- 最多勝利騎手・最高勝率騎手：武豊（栗東）
- 最多賞金獲得騎手：岩田康誠（栗東）
- 最多勝利障害騎手：西谷誠（栗東）※対象は10勝以上
- 最多勝利新人騎手：三浦皇成（美浦）※対象は30勝以上
- 特別模範騎手：該当者なし

JRA賞馬事文化賞
- 受賞作品：『どうして僕はきょうも競馬場に』
- 受賞者：亀和田武（作家）

### NARグランプリ
2009年1月8日発表。
表彰馬部門
- 年度代表馬・サラブレッド最優秀4歳以上牡馬：フリオーソ（船橋・川島正行厩舎）
- サラブレッド2歳最優秀馬：アンペア（北海道・角川秀樹厩舎）
- サラブレッド3歳最優秀馬：ドリームスカイ（川崎・内田勝義厩舎）
- アラブ最優秀馬：|該当馬なし
- ばんえい最優秀馬：ナリタボブサップ（大友栄人厩舎）
- 最優秀牝馬：トーセンジョウオー（船橋・川島正行厩舎）
- 最優秀短距離馬：フジノウェーブ（大井・高橋三郎厩舎）
- 最優秀ターフ馬：イグゼキュティヴ（北海道・田部和則厩舎）
- ダートグレード競走特別賞馬：カネヒキリ（JRA栗東・角居勝彦厩舎）
- 特別表彰馬：ホスピタリテイ（種牡馬・2008年没）

表彰者部門
- 最優秀調教師賞：|川島正行（船橋）
- 最優秀騎手賞：戸崎圭太（大井）
- 優秀新人騎手賞：川島正太郎（船橋）
- 優秀女性騎手賞：宮下瞳（愛知）、別府真衣（高知）
- ベストフェアプレイ賞：吉原寛人（金沢）
- 特別賞：高岡秀行（調教師・シンガポール）、内田利雄（騎手）

## 通算勝利数の記録
地方競馬は「地方通算」のものと「中央・地方通算」があるが、それぞれ出典に拠った。
記載は氏名（達成地、達成日）の順。

### 騎手
初勝利
三浦皇成（JRA中山、3月1日）
川島正太郎（船橋、5月5日）
澤田龍哉（船橋、5月6日）
池崎祐介（JRA新潟、5月11日）
鷹野宏史（JRA新潟、5月18日）※中央初勝利
桑村真明（JRA札幌、9月20日）※北海道所属。JRA初勝利
100勝
菊地昇吾（JRA阪神、6月22日）
200勝
川田将雅（JRA京都、5月11日）
吉田隼人（JRA小倉、8月23日）
内田博幸（JRA新潟、8月24日）
ミルコ・デムーロ（JRA阪神、12月21日）※JRA通算
400勝
岩田康誠（JRA京都、1月12日）
500勝
和田竜二（JRA中京、6月7日）
800勝
安藤勝己（JRA京都、2月3日）
1000勝
福永祐一（JRA京都、11月30日）
1300勝
田中勝春（JRA東京、6月7日）
1400勝
中舘英二（JRA東京、2月24日）
1500勝
藤田伸二（JRA札幌、9月21日）
1600勝
蛯名正義（JRA中山、1月27日）
1900勝
横山典弘（JRA函館、8月3日）
2000勝
山口勲（佐賀、7月5日）
3100勝
武豊（JRA東京、6月15日）
5500勝
的場文男（大井、4月20日）

### 調教師
初勝利
野中賢二（JRA阪神、3月15日）
松山将樹（JRA福島、4月13日）
吉橋淳一（川崎、5月22日）
山中尊徳（船橋、7月21日）※初出走で達成
100勝
藤岡健一（JRA小倉、1月20日）
飯田雄三（JRA阪神、3月15日）
菊川正達（JRA札幌、8月31日）
岡田稲男（JRA札幌、9月20日）
木原一良（JRA京都、11月1日）
200勝
沢峰次（JRA中山、1月13日）
西園正都（JRA新潟、8月23日）
藤原英昭（JRA新潟、8月23日
角居勝彦（JRA東京、10月12日）
300勝
浅見秀一（JRA京都、1月5日）
小島太（JRA函館、7月6日）
400勝
長浜博之（JRA京都、1月20日）
野村彰彦（JRA福島、7月13日）
500勝
松田博資（JRA阪神、4月5日）
600勝
尾形充弘（JRA札幌、9月28日）

## 誕生
この年に生まれた競走馬は2011年のクラシック世代となる。

### 競走馬
- 1月11日 - フェイトフルウォー[112]
- 1月13日 - シゲルジュウヤク[113]
- 1月27日 - フォーエバーマーク
- 1月31日 - クレスコグランド[114]
- 2月9日 - ドナウブルー[115]
- 2月10日 - メイショウナルト[116]
- 2月14日 - クィーンズバーン[117]
- 2月17日 - マルセリーナ[118]
- 2月19日 - ダノンバラード[119]
- 2月20日 - アドマイヤラクティ[120]、マイネルラクリマ[121]
- 2月21日 - メイショウヨウドウ[122]
- 2月22日 - カレンミロティック[123]、レッドデイヴィス[124]
- 2月24日 - オールザットジャズ[125]、ホエールキャプチャ[126]、ローマンレジェンド[127]
- 2月27日 - デスペラード[128]
- 3月3日 - カネマサコンコルド[129]
- 3月4日 - エーシンブラン[130]
- 3月5日 - スマートロビン[131]
- 3月6日 - オールアズワン[132]、クラーベセクレタ[133]、ヒットザターゲット[134]
- 3月7日 - アヴェンチュラ[135]
- 3月9日 - ダノンシャーク[136]
- 3月10日 - アムロ、エリンコート[137]
- 3月11日 - ボレアス[138]、ロードカナロア[139]
- 3月12日 - アドマイヤサガス[140]、マルモセーラ
- 3月16日 - シュプリームギフト[141]
- 3月17日 - ダコール[142]
- 3月21日 - ギュスターヴクライ[143]、トーセンレーヴ[144]
- 3月24日 - サンレイデューク[145]、ナカヤマナイト[146]
- 3月26日 - ヴェルデグリーン[147]、オーシャンブルー[148]
- 3月27日 - ビッグロマンス[149]
- 3月28日 - グランプリボス[150]
- 3月30日 - アイアムアクトレス、サダムパテック[151]
- 3月31日 - フレンチカクタス
- 4月1日 - メイショウマシュウ、テイクアベット
- 4月2日 - ショウナンマイティ[152]、ダンスファンタジア[153]、スギノエンデバー[154]
- 4月3日 - マジカルポケット[155]
- 4月4日 - サクラゴスペル[156]
- 4月6日 - スノードラゴン[157]
- 4月8日 - レーヴディソール[158]
- 4月9日 - パッションダンス[159]、ナターレ[160]
- 4月10日 - ウインバリアシオン[161]、カラフルデイズ[162]
- 4月11日 - グレープブランデー[163]、ミトラ[164]
- 4月12日 - ノーザンリバー[165]
- 4月18日 - マイネルメダリスト[166]、ムスカテール[167]
- 4月19日 - バウンシーチューン[168]
- 4月20日 - エーシンメンフィス[169]
- 4月21日 - トーセンラー[170]
- 4月25日 - トレンドハンター[171]、ベルシャザール[172]
- 4月28日 - サミットストーン[173]
- 4月29日 - エイシンオスマン[174]、マーベラスカイザー[175]
- 4月30日 - ツルマルレオン[176]
- 5月1日 - オオエライジン
- 5月2日 - ハルサンサン
- 5月4日 - フラアンジェリコ[177]
- 5月5日 - ナムラダイキチ[178]
- 5月8日 - メーヴェ[179]
- 5月11日 - グルヴェイグ[180]、サトノアポロ[181]、メーデイア[182]、レーザーバレット[183]
- 5月13日 - ヘニーハウンド[184]
- 5月14日 - オルフェーヴル[185]、リアルインパクト[186]
- 5月21日 - エポワス[187]
- 5月25日 - フレールジャック[188]
- 6月16日 - ブラウンワイルド[189]

## 死去

### 競走馬、繁殖馬
- 1月15日 - リワードウイング
- 1月20日 - アポロマハル[要出典]
- 2月24日 - スズパレード
- 3月4日 - アドマイヤキッス
- 3月9日 - サンアディユ
- 4月7日 - リージェントブラフ
- 4月24日 - アストンマーチャン
- 4月30日 - トウショウナイト
- 5月5日 - リンデンリリー
- 6月5日 - エイシンテネシー
- 7月5日 - コアレスベクター[要出典]
- 7月29日 - タヤスツヨシ
- 8月4日 - ホスピタリテイ
- 8月25日 - マイネルマックス
- 9月21日 - リノーンリーズン[要出典]
- 10月19日 - ベラドーラ[要出典]
- 11月13日 - タレンティドガール
- 11月19日 - ヒシアケボノ
- 11月19日 - チョウサン
- 11月26日 - アイポッパー
- 12月12日 - ダイタクヘリオス

### 人物
- 1月15日 - 田口鋹雄（日本中央競馬会元理事）
- 2月10日 - 坂本敏美（元名古屋競馬場所属騎手）
- 2月25日 - 渡邊五郎（日本中央競馬会元理事長）
- 4月4日 - 大場博（鈴木勝太郎厩舎元厩務員、ハイセイコーの担当厩務員）
- 5月10日 - 藤田与志男（馬主、ゴスホークケン等を所有）
- 5月16日 - 橋本壽正（日本中央競馬会調教師）
- 6月25日 - 大根田裕也（日本中央競馬会元調教師）
- 9月23日 - 島崎宏（日本中央競馬会元調教師）
- 9月28日 - 佐々木一夫（ホッカイドウ競馬元騎手、調教師）
- 11月25日 - 松永勇（日本中央競馬会元調教師）
- 12月10日 - 西塚安夫（日本中央競馬会調教師）

## 引退

### 競走馬
- 1月16日 - グレイトジャーニー
- 1月16日 - シーキングザダイヤ
- 1月17日 - マッキーマックス
- 1月23日 - エアセレソン
- 1月24日 - コスモフォーチュン
- 2月8日 - コイウタ
- 2月8日 - セフティーエンペラ
- 2月17日 - クーリンガー
- 2月20日 - ウインジェネラーレ
- 2月27日 - ノボトゥルー
- 2月28日 - デアリングハート
- 3月5日 - ディアデラノビア
- 3月5日 - アグネスラズベリ
- 3月5日 - アンドゥオール
- 3月5日 - アンブロワーズ
- 3月19日 - コスモマーベラス
- 4月2日 - フサイチリシャール
- 4月2日 - クワイエットデイ
- 4月30日 - フサイチホウオー
- 5月18日 - ジャリスコライト
- 6月27日 - プリサイスマシーン
- 7月23日 - マイネルボウノット
- 7月25日 - ロックドゥカンブ
- 8月1日 - ブラックタイド
- 8月27日 - マルブツトップ
- 9月3日 - ヴィータローザ
- 9月4日 - タガノゲルニカ
- 9月17日 - フレンドシップ
- 9月19日 - デヴェロッペ
- 9月24日 - フミノトキメキ
- 10月1日 - モエレジーニアス
- 10月14日 - ストロングボス
- 10月16日 - モエレカトリーナ
- 10月18日 - トーホウシャイン
- 10月21日 - アドマイヤジュピタ
- 10月22日 - サンバレンティン
- 10月30日 - ローブデコルテ
- 10月31日 - アサヒライジング
- 11月5日 - チャクラ
- 11月6日 - ストーミーカフェ
- 11月7日 - ドリームパスポート
- 11月13日 - ヤマニンアラバスタ
- 12月3日 - ブルーメンブラット
- 12月4日 - スズカフェニックス
- 12月16日 - サイレントディール
- 12月24日 - ナイキアディライト
- 12月25日 - フィフティーワナー

### 人物
- 2月13日 - 高山伸一（荒尾競馬騎手、元中津所属）
- 2月29日 - 須貝尚介（JRA騎手　調教師転向による）
- 2月29日 - 加賀武見（JRA調教師）
- 2月29日 - 笹倉武久（JRA調教師）
- 2月29日 - 福島勝（JRA調教師）
- 2月29日 - 増沢末夫（JRA調教師）
- 2月29日 - 松元省一（JRA調教師）
- 2月29日 - 矢野進（JRA調教師）
- 2月29日 - 物井栄（大井競馬調教師）
- 3月20日 - 内田浩一（JRA騎手）
- 3月31日 - 山田要一（JRA調教師）
- 5月31日 - 矢内博（船橋競馬騎手　調教師転向による）
- 5月31日 - 鈴木啓之（大井競馬騎手　調教師転向による）
- 5月31日 - 立花伸（大井競馬騎手　調教師転向による）
- 7月31日 - 嘉堂信雄（JRA騎手）
- 9月29日 - 小牧毅（園田・姫路競馬騎手　調教師転向による）
- 9月29日 - 納谷和玖（大井競馬騎手　調教師転向による）
- 11月20日 - 内藤一雄（JRA調教師）
- 11月20日 - 千田輝彦（JRA騎手）
- 12月31日 - 吉永護（JRA騎手）

### 繁殖馬
- ウインデュエル
- ダイタクヘリオス
- トーシンブリザード
- ツルマルボーイ
- ミラクルアドマイヤ
- ユウミロク

## 新種牡馬
内国産馬
- イシノナイト
- エスプリシーズ
- カネツフルーヴ
- キングカメハメハ
- クラノコウテイ
- ゴーナウ
- サクラプレジデント
- サニングデール
- サプライズパワー
- ジョウテンブレーヴ
- スターリングローズ
- チクシダイオスキー
- チョウカイリョウガ
- ツルマルボーイ
- ネオユニヴァース
- ノーリーズン
- ビワシンセイキ
- ブレイクタイム
- マイネルプリンス
- マキバスナイパー
- マジェスティック
- マンボノテイオー
- メガスターダム
- メジロベイリー
- リージェントブラフ

輸入馬
- イーグルカフェ
- エイシンキンボール
- キッケンクリス
- シルバーチャーム
- ダージー
- ノボジャック
- プリサイスエンド
- モルフェデスペクタ
- リップカレント